# Gaylussacia frondosa
Gaylussacia frondosa är en ljungväxtart som först beskrevs av Carl von Linné, och fick sitt nu gällande namn av John Torrey och Gray. Gaylussacia frondosa ingår i släktet Gaylussacia och familjen ljungväxter. Inga underarter finns listade i Catalogue of Life.